# Dipodomys gravipes
Dipodomys gravipes is een zoogdier uit de familie van de wangzakmuizen (Heteromyidae). De wetenschappelijke naam van de soort werd voor het eerst geldig gepubliceerd door Huey in 1925.

## Voorkomen
De soort komt voor in Mexico.